# Fruithurst
Fruithurst is een plaats (city) in de Amerikaanse staat Alabama, en valt bestuurlijk gezien onder Cleburne County.

## Demografie
Bij de volkstelling in 2000 werd het aantal inwoners vastgesteld op 270.
In 2006 is het aantal inwoners door het United States Census Bureau geschat op 285, een stijging van 15 (5,6%).

## Geografie
Volgens het United States Census Bureau beslaat de plaats een oppervlakte van
2,6 km², geheel bestaande uit land. Fruithurst ligt op ongeveer 323 m boven zeeniveau.

## Plaatsen in de nabije omgeving
De onderstaande figuur toont de plaatsen in een straal van 24 km rond Fruithurst.